# Келлер, Марвин
Марвин Келлер (нем. Marvin Keller; род. 3 июля 2002, Лондон) — швейцарский футболист, вратарь клуба «Янг Бойз».

## Клубная карьера
Келлер — воспитанник клуба «Грассхоппер». 20 июля 2019 года в матче против «Лозанна Уши» он впервые попал в заявку клуба. Летом 2021 года перешёл в клуб «Виль». 3 сентября в поединке против «Кринса» Марвин дебютировал за новый клуб.
В феврале 2023 года стал игроком клуба «Янг Бойз», активировавшего пункт о выкупе после травмы Давида фон Балльмоса. 14 мая в матче против «Цюриха» он дебютировал за «Янг Бойз». Осень 2023 года на правах аренды перешёл в «Винтертур». 23 сентября поединке против «Лозанна Уши» он дебютировал за клуб в швейцарской Суперлиге.

## Международная карьера
В 2023 году в составе молодёжной сборной Швейцарии Келлер принял участие в молодёжном чемпионате Европы. На турнире был запасным и на поле не выходил.

## Достижения
«Янг Бойз»
- Чемпион Швейцария: 2022/23
- Обладатель Кубка Швейцарии: 2022/23[11]